# Назарян, Рая
Рая Назарян (болг. Рая Назар Назарян; род. 16 сентября 1985, Варна) — болгарский юрист и политический деятель. Член партии «Граждане за европейское развитие Болгарии» (ГЕРБ). Председатель 50-го Народного собрания (однопалатного парламента) Болгарии с 20 июня 2024 года. Депутат парламента от коалиции ГЕРБ—СДС с 2022 года.

## Биография
Родилась 16 сентября 1985 года в городе Варна.
Окончила гуманитарную гимназию «Константин Преславский» в Варне, а затем юридический факультет Университета национального и мирового хозяйства (УНСС) в Софии.
С 2013 года — член Софийской коллегии адвокатов. Работала в сфере облигационного, имущественного, страхового, семейного и наследственного права, является специалистом по внесудебному разрешению коммерческих и страховых споров.
По результатам досрочных парламентских выборов 2 октября 2022 года впервые избрана депутатом 48-го Народного собрания в столичном 24-м многомандатном избирательном округе — София от коалиции ГЕРБ—СДС. Переизбрана на досрочных выборах 2 апреля 2023 года депутатом 49-го Народного собрания.
Переизбрана на следующих досрочных парламентских выборах 9 июня 2024 года, на которых коалиция ГЕРБ—СДС получила 24,71 % голосов. 20 июня избрана председателем 50-го Народного собрания в третьем туре голосования. За неё проголосовал 131 депутат, против — 66, воздержались — 39. Её основной соперник Петар Петров, представитель партии «Возрождение» получил 54 голоса. Является заместителем председателя парламентской группы ГЕРБ—СДС.

## Личная жизнь
Была замужем за бизнесменом Эмилем Арабаджиевым (болг. Емил Арабаджиев). Имеет одного ребёнка.